# Ritos alejandrinos

Cruz copta.

Los ritos alejandrinos son ritos litúrgicos empleados por tres Iglesias ortodoxas orientales: la Iglesia ortodoxa copta, la Iglesia ortodoxa etíope y la Iglesia ortodoxa eritrea; así como por sus contrapartes católicas orientales: la Iglesia católica copta, la Iglesia católica etíope y la Iglesia católica eritrea.
La Divina Liturgia de los ritos alejandrinos contiene elementos de las liturgias de los santos Marcos el Evangelista (que  se considera tradicionalmente el primer obispo de Alejandría), Basilio el Grande, Cirilo el Grande y Gregorio Nacianceno. La Liturgia de San Cirilo es una traducción de la Liturgia de San Marcos del griego al copto.
Los ritos alejandrinos son dos: el rito copto y el rito Ge'ez.

## Ritos litúrgicos alejandrinos

### Rito copto
El rito copto es originario de Egipto y tradicionalmente usa el idioma copto con algunas frases en griego, pero también utiliza el árabe y otros idiomas modernos (incluido el inglés). Es el rito utilizado en la Iglesia copta ortodoxa y la Iglesia católica copta.

### Rito Ge'ez
El rito Ge'ez es originario de Etiopía y Eritrea y utiliza el idioma Ge'ez. Es el rito utilizado en las Iglesias ortodoxas etíope y eritrea, así como en las Iglesias católicas etíope y eritrea.

## Divina Liturgia
La liturgia eucarística principal utilizada por las Iglesias coptas se conoce como liturgia de San Basilio. En el rito copto, el término Liturgias de San Basilio significa no solo la única anáfora con o sin las oraciones relacionadas, sino también el orden general de la Divina Liturgia.
El término Liturgia de San Basilio puede referirse también a toda la liturgia eucarística, que en las Iglesias coptas tiene la siguiente estructura:
- Ofertorio
- Liturgia de los catecúmenos
- Liturgia de los fieles

### Ofertorio
El ofertorio (o Prótesis) es la parte de la liturgia en la que el pan (قربان qurbān) y vino (أبركه abarkah) son ofrecidos y colocados en el altar. Todos estos ritos son desarrollos medievales.
Comienza con el revestimiento del sacerdote con los ornamentos litúrgicos y la preparación del altar, junto con oraciones por quien preside la celebración. En ese momento se canta la hora apropiada de las horas canónicas, seguida del lavado de manos con su oración y de la proclamación del credo niceno.
Luego, tiene lugar el elaborado rito de la elección del Cordero: mientras la congregación canta 41 veces el Kyrie eleison, quien preside la celebración revisa el vino y escoge entre los panes la hogaza que será consagrada (el Cordero). El pan escogido se limpia con una servilleta y se bendice con el pulgar mojado con vino. Después, el sacerdote que preside la celebración lleva el pan en procesión alrededor del altar y el diácono le sigue con el vino y una vela. En el altar, el sacerdote bendice el pan y el vino con las oraciones apropiadas, coloca el pan en la patena y vierte el vino con un poco de agua en el cáliz, el cual se coloca en una caja de madera llamada arca.
La última parte del ofertorio se asemeja a una anáfora: después de un diálogo, quien preside la celebración bendice a la congregación y dirige una oración de acción de gracias, pidiendo a Dios que les conceda una participación digna en la liturgia. Luego viene la oración dicha en voz baja por el sacerdote, que tiene forma de epíclesis, pidiendo a Dios que muestre su rostro sobre las ofrendas y que las transforme para que el pan y el vino se conviertan en el cuerpo y la sangre de Cristo; esta oración puede provenir de una anáfora antigua o simplemente ser una creación tardía de la Alta Edad Media. La patena y el arca con el cáliz en el interior son cubiertos con un velo.

### Liturgia de los catecúmenos
En la liturgia de los catecúmenos se proclaman las lecturas del Nuevo Testamento. Este era en la antigüedad el comienzo de la liturgia y la única parte a la que podían asistir los catecúmenos. Es más o menos equivalente a la Liturgia de la Palabra en los ritos latinos.
Se inicia con un rito penitencial en el que primero el sacerdote reza en voz inaudible a Cristo por el perdón de los pecados (la Absolución al Hijo) y luego todos los participantes se arrodillan frente al altar; quien preside la celebración, o el obispo si está presente, reza una oración. de absolución (la Absolución a los Ministros).
La lectura de las epístolas paulinas está precedida por una ofrenda de incienso a los cuatro lados del altar, al iconostasio, al libro del Evangelio y a los fieles en la nave; mientras tanto, los fieles cantan un himno a María y un himno de intercesión. A la epístola paulina le sigue una lectura de las epístolas católicas y otra de los Hechos de los Apóstoles. Luego se hace otra ofrenda de incienso (el Incienso Praxis) similar a la anterior, pero con la diferencia de que solo se inciensa a la primera fila de fieles. Tras esto, puede hacerse una lectura del Synaxarium copto.
Después de estas lecturas, se canta el trisagio a la encarnación, pasión y resurrección de Cristo. Después del trisagio sigue una letanía, la recitación de un salmo y el canto del Aleluya. Finalmente se proclama el Evangelio desde las puertas del santuario y se puede continuar con el sermón.

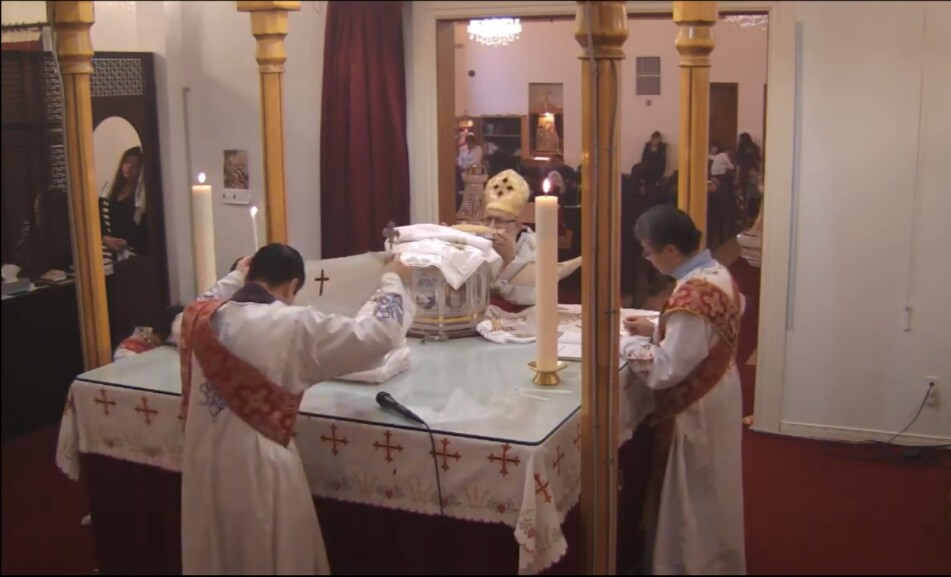
Liturgia eucarística en el rito copto.

### Liturgia de los fieles
La Liturgia de los fieles es el núcleo de la Divina Liturgia, donde se sitúan los propios ritos eucarísticos.
Comienza con la oración del velo, en la que el sacerdote ofrece el sacrificio litúrgico a Dios. A esta oración le siguen las letanías largas, donde todos oran por la paz, por la jerarquía eclesiástica y por la congregación. Después, tras proclamarse el credo niceno, el sacerdote se lava las manos tres veces y rocía agua sobre la congregación, recitando la oración de la reconciliación, que es una oración por todos los que asisten a la liturgia. A continuación, sigue el beso de la paz, durante el cual los fieles cantan el himno Aspasmos Adam, según el tiempo del calendario litúrgico.

#### Anáfora
Se lleva a cabo la anáfora copta de San Basilio, incluso si está relacionada con la antioquena (o "siria occidental") y usa la misma estructura, se diferencia de las anáforas bizantinas, sirias occidentales y armenias de San Basilio. La versión copta tiene sus propias particularidades: su texto es más breve, con menos realces bíblicos y alusivos, y carece de referencias trinitarias bien definidas
: 113 (que son típicas de otras versiones y reflejan la teología del Primer Concilio de Constantinopla de 381).
La estructura de la versión copta bohairica de la anáfora, utilizada hoy en día por las Iglesias coptas, se puede resumir de la siguiente manera:
- El diálogo de apertura
- El prefacio, alabando al Padre como Señor y Rey eterno, como creador del cielo y de la tierra, del mar y de todo lo que en ellos hay (citando el 146:6), y como Padre de Cristo por quien todas las cosas fueron hechas.
- El pre-sanctus, alabando al Padre en su trono de gloria y adorado por las huestes angélicas.
- El sanctus, realizado sin el Benedictus.
- El post-sanctus, recordando toda la historia de la salvación, desde el pecado original hasta la encarnación, pasión, resurrección de Cristo y hasta el Juicio Final.
- Las palabras de la institución de la Eucaristía.
- La anamnesis, referente a la pasión, resurrección y segunda venida de Cristo.
- La oblación, ofreciendo al Padre los dones eucarísticos.
- La epíclesis, pidiendo al Espíritu Santo que venga y santifique y manifieste los dones como el Santísimo. Se pide entonces al Espíritu Santo que haga del pan el Cuerpo y del cáliz la Sangre de Cristo.
- Las intercesiones, orando para que los participantes sean un solo cuerpo, por la Iglesia y por toda la jerarquía eclesiástica, por el pueblo y la mies, por las inundaciones, por los vivos, por los que han ofrecido la Eucaristía, por los santos —nombrando a María, Juan Bautista, San Esteban, San Marcos y San Basilio—. Luego se leen los dípticos, seguidos de las oraciones de difuntos.
- Una oración por el fruto de la Comunión y la doxología final.

La versión copta sahídica del siglo VII encontrada en 1960 muestra una forma anterior y más sobria del texto bohairico: el manuscrito, incompleto en su primera parte, comienza con el post sanctus, seguido por una escueta narración de la institución, una concisa anamnesis y la oblación. La epíclesis consiste únicamente en la oración al Espíritu Santo para que venga y se manifieste sobre los dones, sin ningún pedido explícito de convertirlos en el cuerpo y la sangre de Cristo. Las intercesiones son más breves y sólo se nombra a María entre los santos.: 112 

#### Después de la Anáfora
Después de la anáfora tiene lugar la consignación,en la que se humedece el Cordero con algunas gotas del vino consagrado y se muestra para el culto de los fieles. Sigue la fracción del Cordero, durante la cual el sacerdote dice una oración que varía según el calendario copto. Toda la congregación se pone de pie y reza con las manos abiertas el Padrenuestro.
Para estar preparados para participar de la Eucaristía, los fieles se inclinan mientras quien preside la celebración dice en voz baja la oración de sumisión; luego, este y los participantes se ofrecen mutuamente un deseo de paz y quien preside reza en voz baja al Padre por el perdón de los pecados (la Absolución al Padre).
La elevación es similar a la del rito bizantino, quien preside la celebración eleva la porción del Cordero grabada con una cruz (el ispadikon) diciendo en voz alta: "Las cosas santas para los santos ". El sacerdote hace una segunda consignación y pone suavemente el ispakidon en el cáliz, luego recita en voz alta una confesión de fe.
Sigue la participación en la Eucaristía, primero el cuerpo de Cristo es entregado a los presbíteros, a los diáconos y a los fieles que se acercan al presbiterio descalzos y luego la sangre de Cristo en el mismo orden. Mientras tanto, se canta el salmo 150. La distribución de la Eucaristía finaliza con una bendición con la patena.
Los ritos de despedida incluyen la oración de la imposición de manos y la bendición final.